# Furacão Alice (Dezembro 1954)
O furacão Alice é o único furacão conhecido no Atlântico a atravessar dois anos civis e um dos únicos dois ciclones tropicais do Atlântico, juntamente com a tempestade tropical Zeta de 2005, para fazê-lo. O décimo segundo ciclone tropical e o oitavo furacão da temporada de furacões no Atlântico de 1954, Alice se desenvolveu em 30 de dezembro de 1954 a partir de uma calha de baixa pressão no Oceano Atlântico central, em uma área de condições extraordinariamente favoráveis. A tempestade se moveu para o sudoeste e gradualmente se fortaleceu para alcançar o status de furacão. Depois de passar pelas Ilhas Leeward em 2 de janeiro de 1955, Alice atingiu ventos de 90   mph (150) km/h) antes de encontrar o ar frio e virar para o sudeste. Dissolveu-se em 6 de janeiro, no sudeste do mar do Caribe.
Alice produziu fortes chuvas e ventos moderadamente fortes em várias ilhas ao longo de seu caminho. Saba e Anguilla foram os mais afetados, com danos totais no valor de US $ 623.500   (1955 USD). Houve um furacão anterior chamado Alice na temporada. Operacionalmente, a falta de dados definitivos impediu o Departamento de Meteorologia dos EUA de declarar o sistema como furacão até 2 de janeiro. Ele recebeu o nome de Alice no início de 1955, embora a re-análise dos dados apoiasse a extensão do seu caminho para o ano anterior, resultando em dois ciclones tropicais com o mesmo nome em uma temporada.

## História meteorológica
Uma frente fria mudou-se para o sudeste da costa leste dos Estados Unidos em 23 de dezembro de 1954 e passou pelas Bermudas dois dias depois. Um forte anticiclone se desenvolveu atrás da frente fria e, em 26 de dezembro, uma calha se estendeu para o sul a partir da frente fria. O anticiclone moveu-se para o sudeste enquanto a calha e a frente fria se moviam para o leste. A calha desacelerou gradualmente à medida que altas pressões alteravam o fluxo de nível superior ao de um fluxo de leste. A convecção aumentou sobre a calha à medida que se movia sobre águas relativamente quentes, cerca de 1 ° C acima do normal, e começou a sofrer ciclogênese tropical depois que uma circulação começou a se desenvolver ao longo da porção norte da calha. O sistema continuou a se organizar à medida que se deslocava para o oeste e, com base em três relatórios de navios que confirmam uma circulação fechada, estima-se que o sistema tenha evoluído para uma depressão tropical em 30 de dezembro, quando localizado 770 milhas (1245 km) a leste-nordeste de Barbuda, nas Pequenas Antilhas, embora operacionalmente, acreditava-se que o sistema se tornou uma depressão tropical em 31 de dezembro.
Com um estreito cume de alta pressão ao norte, a depressão se movia para oeste-sudoeste. As condições atmosféricas eram extraordinariamente favoráveis para a época do ano devido à alta pressão que impedia que o ar frio chegasse ao Oceano Atlântico central. Isso permitiu que a depressão se intensificasse em uma tempestade tropical no final de 30 de dezembro, com base em observações diretas. Houve poucas observações diretas para os dias seguintes, mas estima-se que a tempestade se intensificou em um furacão em 31 de dezembro, enquanto localizava cerca de 475 milhas (770 km) leste-nordeste de Barbuda. Em 1 de janeiro de 1955, um navio dentro de 10 milhas (16 km) do centro relataram ventos com força de furacão e uma pressão de 987 mbar. Com base neste relatório e em vários outros relatórios de navios, o sistema foi reconhecido como uma baixa tropical pelo Escritório do Bureau de Meteorologia de San Juan. O furacão continuou a sudoeste e entrou no mar do Caribe em 2 de janeiro, depois de passar entre São Martinho e São Bartolomeu. Uma parte da parede do olho passou por Saint Martin e Saba. Com base nos ventos com força de quase furacão das ilhas afetadas, um boletim informativo chamou o sistema de furacão Alice enquanto estava no nordeste do mar do Caribe. Ao longo de sua trilha, Alice era um pequeno ciclone tropical com um diâmetro de apenas cerca de 60   milhas (95   km).
As aeronaves de reconhecimento voaram para o furacão Alice em 3 de janeiro e confirmaram a existência do ciclone tropical relatando ventos entre 60 e 65 mph (95 a 105) km/h) e um núcleo central quente. Estima-se que Alice tenha continuado a se intensificar enquanto seguia para sudoeste no mar do Caribe, atingindo picos de vento de 80 mph (130   km/h) enquanto localizado a cerca de 95   milhas (150   km) oeste-noroeste de Montserrate. Enquanto perto do seu pico, o furacão desenvolveu um anel de convecção ao redor do olho, e Alice manteve ventos de pico por cerca de 24 horas até o ar frio do norte o enfraquecer. A ciclogênese extratropical ocorreu ao norte das Bermudas em 3 de janeiro, o que enfraqueceu o sistema de alta pressão ao norte de Alice e transformou o fluxo no mar do Caribe no dos ventos frios do noroeste. Alice virou para o sudeste em 4 de janeiro e enfraqueceu para uma tempestade tropical logo depois. A convecção gradualmente tornou-se desorganizada e, depois de enfraquecer para uma depressão tropical em 5 de janeiro, Alice se dissipou em 6 de janeiro, enquanto localizava cerca de 100 milhas (160 km) oeste-noroeste de Granada.

## Impacto, nomeação e registos

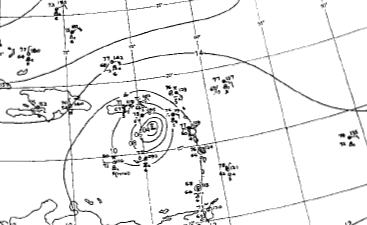
Análise do tempo de superfície do furacão Alice em 3 de janeiro de 1955

Após a confirmação da existência do furacão Alice, o Escritório do Departamento de Meteorologia dos EUA em San Juan, Porto Rico alertou as ilhas do norte das Pequenas Antilhas para se prepararem para ventos fortes e mar agitado. O furacão Alice produziu ventos moderados a fortes nas ilhas, chegando a 81   mph (130   km/h) em São Bartolomeu e 75 mph (120 km/h) em Saba. O furacão caiu chuvas moderadas a fortes em várias ilhas, incluindo um pico de 11,27   polegadas (286 mm) em 48   horas gravadas em Saba. Devido ao seu tamanho pequeno, apenas algumas ilhas receberam efeitos significativos do furacão. São Bartolomeu, Saba, Anguila, Santo Eustáquio e São Cristóvão relataram danos causados pelo furacão, totalizando US $ 623.500 (1955)   USD, US $ 4,7 milhões 2006   USD). Os danos foram mais graves em Saba e Anguilla, ocorrendo principalmente em instalações de transporte e colheitas.  626 casas foram destruídas ou severamente danificadas em Anguilla também. O dano foi causado principalmente por chuvas fortes e mar agitado, não pela ação direta do vento. A passagem do furacão Alice perturbou bastante as economias das pequenas ilhas afetadas.  Além disso, as bandas de chuva externas da tempestade aliviaram as condições secas em Porto Rico, que persistiam desde outubro anterior. Nenhuma morte foi relatada.
Essa tempestade formou-se em 30 de dezembro; no entanto, nos dias anteriores aos satélites, os meteorologistas tinham que confiar nos relatórios de navios e ilhas no Atlântico para localizar e rastrear tempestades. Essa informação era muitas vezes superficial; dois ciclones, incluindo um furacão de categoria 2, não foram detectados operacionalmente em 1954. Foi oficialmente reconhecido como um ciclone tropical significativo em 2 de janeiro de 1955. Na época, o Serviço Nacional de Meteorologia usava a mesma lista de nomes todos os anos, então o nome dado a essa tempestade era "Alice" e foi designado como parte da temporada de furacões no Atlântico de 1955. No entanto, foi constatado durante a análise pós-tempestade que a tempestade realmente se formou em 30 de dezembro e, em vez disso, fazia parte da temporada de 1954. Portanto, a temporada teve duas tempestades com o nome "Alice" - a primeira tempestade da temporada e a última. Se Alice tivesse sido descoberta antes do final do ano civil, teria sido chamada de Irene, o próximo nome da lista de 1954. Alguns relatórios denominaram essa tempestade de Alice2 para evitar confusão com a Alice anterior de junho de 1954.
Alice se formou mais tarde no ano civil do que qualquer ciclone tropical do Atlântico já registado, formando seis horas depois na temporada do que a tempestade tropical Zeta em 2005. Alice foi um dos oito ciclones tropicais do Atlântico a se formar no mês de dezembro. Alice foi o primeiro dos dois ciclones tropicais do Atlântico a existir em dois anos civis, sendo o outro o Zeta de 2005. O furacão também foi um dos seis ciclones tropicais ou subtropicais existentes no mês de janeiro e o mais forte a fazê-lo.